# 勝山眸美
勝山 眸美（かつやま ひとみ、1994年（平成6年）5月21日 - ）は、日本のハンマー投選手である。埼玉県出身。

## 経歴
埼玉県立進修館高校から筑波大学に進み、筑波大学陸上競技部に入部。2017年には、第22回アジア陸上競技選手権大会で銅メダルを獲得し、第101回日本陸上競技選手権大会では金メダルを獲得した。また2018年には、第102回日本陸上競技選手権大会で金メダルを獲得し、2018年アジア競技大会では銅メダルを獲得した。オリエントコーポレーション所属。